# Itagaki Taisuke
Itagaki Taisuke (21 maj 1837- 16 juli 1919) greve, japansk statsman, son till en samurai av Tosa-klanen.
Han utmärkte sig för tapperhet i 1868 års inbördes strider i samband med kejsarmaktens restaurering i Japan. Han inkallades omedelbart därefter i det nya statsrådet, men avgick någon tid efter krigspartiets nederlag (1874) i fråga om Japans koreanska politik.
I sin hemtrakt, Tosa, agiterade Itagaki sedan energiskt för frisinnade politikers sammanslutning till ett liberalt parti (Jijyūto) med konstitutionell författning och folkrepresentation som främsta programpunkt. Tillfrisknad efter det livsfarliga sår han erhållit vid ett lönnmordsförsök av en reaktionär fanatiker (1881), företog Itagaki jämte sin vän Goto Shojiro en studieresa till Nordamerika och Europa och samverkade sedan för den nya författningens tillkomst med Ito Hirobumi.
Han påyrkade emellertid ytterligare under häftig agitation införande av fullständig parlamentarism efter engelskt mönster, men ett försök med en parlamentarisk partiministär under de båda liberala partiledarna Okuma Shigenobu och Itagaki misslyckades (juli- okt. 1898), och Itagakis radikala parti uppgick 1900 i den av Ito bildade sammanslutningen Seiyūkai. Itagaki upphöjdes 1887 i grevligt stånd.